# 塱边
塱边是中国广东省广州市从化区的一个自然村。在太平镇南面约5.5千米，为飞鹅村的驻地。清朝时建村，村落建在小山的两边，原名两边村，但后人叫偏名称，故为塱边村。1998年时，全村人口851人。